# Giulio Andreotti
Pour les articles homonymes, voir Andreotti.
Giulio Andreotti, né le 14 janvier 1919 à Rome et mort le 6 mai 2013 à Rome, est un journaliste, écrivain et homme d'État italien. Dirigeant de la Démocratie chrétienne (DC), il est l'un des protagonistes les plus importants de l'histoire politique italienne du XXe siècle.
Proche d'Alcide De Gasperi, il devient progressivement l'un des animateurs de la DC tout en étant une figure familière du gouvernement italien : il est notamment deux fois ministre des Finances, cinq fois ministre des Affaires étrangères et huit fois ministre de la Défense.
Il dirige sept gouvernements comme président du Conseil des ministres, de 1972 à 1973, de 1976 à 1979 puis de 1989 à 1992. Sa longévité en fait l'un des hommes politiques italiens les plus importants du XXe siècle, d'autant qu'il est successivement membre de l'Assemblée constituante, de la Chambre des députés et du Sénat. Il est nommé sénateur à vie en 1991.
Sa personnalité, sa répartie et ses liens présumés avec la mafia lui ont valu de nombreux surnoms, flatteurs ou non. Il était notamment appelé Divo Giulio, une référence par le latin Divus Iulius au dirigeant de la Rome antique Jules César.

## Biographie

### Études et débuts en politique
Giulio Andreotti naît le 14 janvier 1919 à Rome, dans une famille modeste originaire de Segni.
Il fait ses études de droit à Rome, durant lesquelles il est l'un des membres de la Fédération des universitaires catholiques italiens (FUCI), la seule association universitaire catholique autorisée par le gouvernement fasciste de Benito Mussolini. Plusieurs de ses membres sont par la suite devenus dirigeants de la Démocratie chrétienne (DC). En juillet 1939, alors qu’Aldo Moro préside la FUCI, Andreotti devient le directeur de son organe de presse, Azione Fucina. En 1942, quand Moro est mobilisé dans l’armée italienne, Andreotti lui succède à la présidence de la FUCI, et ce jusqu’en 1944. C'est à l'occasion d'une visite à la bibliothèque du Vatican qu'il fait la rencontre d'Alcide De Gasperi, protégé du pape et qui sera son mentor.
Durant la Seconde Guerre mondiale, Andreotti écrit des articles et des chroniques pour la Rivista del Lavoro, une publication fasciste, tout en assumant la charge de rédacteur du journal clandestin Il Popolo. En juin 1944, après la libération de Rome, il devient l'un des membres du Conseil national de la DC. Après la fin de la guerre, il est nommé responsable de l’organisation de la jeunesse du parti.
En 1945 il est nommé membre de la Consulta Nazionale, l'embryon du futur parlement. En 1946, Andreotti est élu député à l’Assemblée constituante. En 1948, il parvient à se faire élire à la nouvelle Chambre des députés, représentant la circonscription de Rome-Latina-Viterbe-Frosinone, qui reste son bastion politique jusque dans les années 1990.

### Sous-secrétaire d'État à vingt-huit ans
C'est en 1947 que Giulio Andreotti se voit confier ses premières responsabilités gouvernementales, lorsqu’il devient sous-secrétaire d'État à la Présidence du conseil des ministres, dans le quatrième gouvernement De Gasperi, une fonction qu’il assume jusqu’en janvier 1954, au sein du gouvernement de Giuseppe Pella. Il est, entre autres, chargé du sport et du spectacle.
En tant que directeur de l'Office central pour le cinéma, il contrôle les œuvres cinématographiques contre les « erreurs dogmatiques » ou la nudité. En 1949, Andreotti a été le promoteur d’une loi concernant l’industrie du divertissement, permettant de ralentir la pénétration du cinéma américain, tout en atténuant l’expression du néoréalisme en Italie. La loi Andreotti a établi des limites aux importations de films, des quotas sur les écrans, et a permis d’octroyer des prêts aux sociétés de production italiennes. Cependant, pour recevoir un prêt, un comité dépendant du gouvernement devait approuver le scénario, favorisant ainsi les films apolitiques, tandis que des licences d’exportation étaient refusés aux films susceptibles de donner une mauvaise image de l’Italie. Cette loi a ainsi créé une censure en amont de la production en Italie. Le film Umberto D., de Vittorio De Sica, sorti en 1952, dépeint la vie solitaire d’un retraité. Il était considéré comme un film dangereux par le comité à cause d’une scène d’ouverture montrant des policiers brisant une manifestation de retraités, et de la scène finale montrant la tentative de suicide avortée d’Umberto. Dans une lettre publique à De Sica, Andreotti a fustigé le réalisateur pour son « misérable service rendu à la patrie » et son manque d'« optimisme sain et constructif qui aide vraiment l'humanité à progresser et à espérer ».

### Premiers portefeuilles ministériels

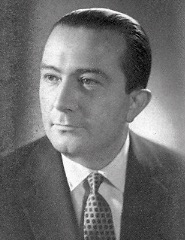
Andreotti en 1966.

De janvier à février 1954, Andreotti est ministre de l’Intérieur. C’est durant cette courte période que le bandit Gaspare Pisciotta, ancien bras droit de Salvatore Giuliano, est empoisonné dans sa prison, une mort suspecte qui donnera lieu à des théories sur l’implication des autorités italiennes dans ce décès.
De 1955 à 1959, il est ministre des Finances puis du Trésor. Il est impliqué dans le scandale Giuffrè (du nom d’une banque fraudeuse) en 1958, lorsqu’il lui est reproché un manque de vigilance en tant que ministre. La Chambre des députés rejette toute accusation contre lui en décembre 1958.
Durant cette période, Andreotti commence à construire un corrente (courant politique) au sein de DC, alors le parti dominant et au pouvoir, face au Parti communiste qui était le deuxième parti en Italie. Son courant, très conservateur, était soutenu par l’aile droite de l’Église catholique. Il est indiqué comme le fomentateur d'une campagne de presse contre le secrétaire national adjoint de DC, Attilio Piccioni, dont le fils Piero est accusé du meurtre d’un mannequin, Wilma Montesi, dont le corps sans vie avait été découvert à Torvaianica. Après avoir pris ses distances de vieux compagnons de De Gasperi qui entament leur déclin politique, Andreotti s'associe au nouveau courant qui vient d'éclore, les Dorotei, pour évincer Amintore Fanfani (situé à la gauche du parti) de sa position de président du Conseil des ministres ainsi que de celle de secrétaire national de DC.
Le 20 novembre 1958, Andreotti, alors ministre du Trèsor, est nommé président du comité d’Organisation des Jeux olympiques d’été de 1960 à Rome.

### Ministre de la Défense
De 1959 à 1966, Andreotti est ministre de la Défense. C’est la période du scandale des dossiers du Service des renseignements des forces armées (SIFAR) et du plan Solo, planifié par le chef d'état-major de l'Armée et ancien résistant Giovanni De Lorenzo, commandité par le président Antonio Segni. Il a été confié au ministre Andreotti le soin de détruire ces dossiers. Il a été avéré qu’avant d’être détruits, ces dossiers avaient été recopiés et transmis à Licio Gelli, dirigeant de la loge maçonnique Propaganda Due (P2), impliquée dans de nombreux scandales dans les années 1980, et avec laquelle Andreotti était fréquemment associé.
En 1968, Andreotti est nommé président du groupe parlementaire de la DC, fonction qu’il occupe jusqu’en 1972.

### Président du Conseil des ministres

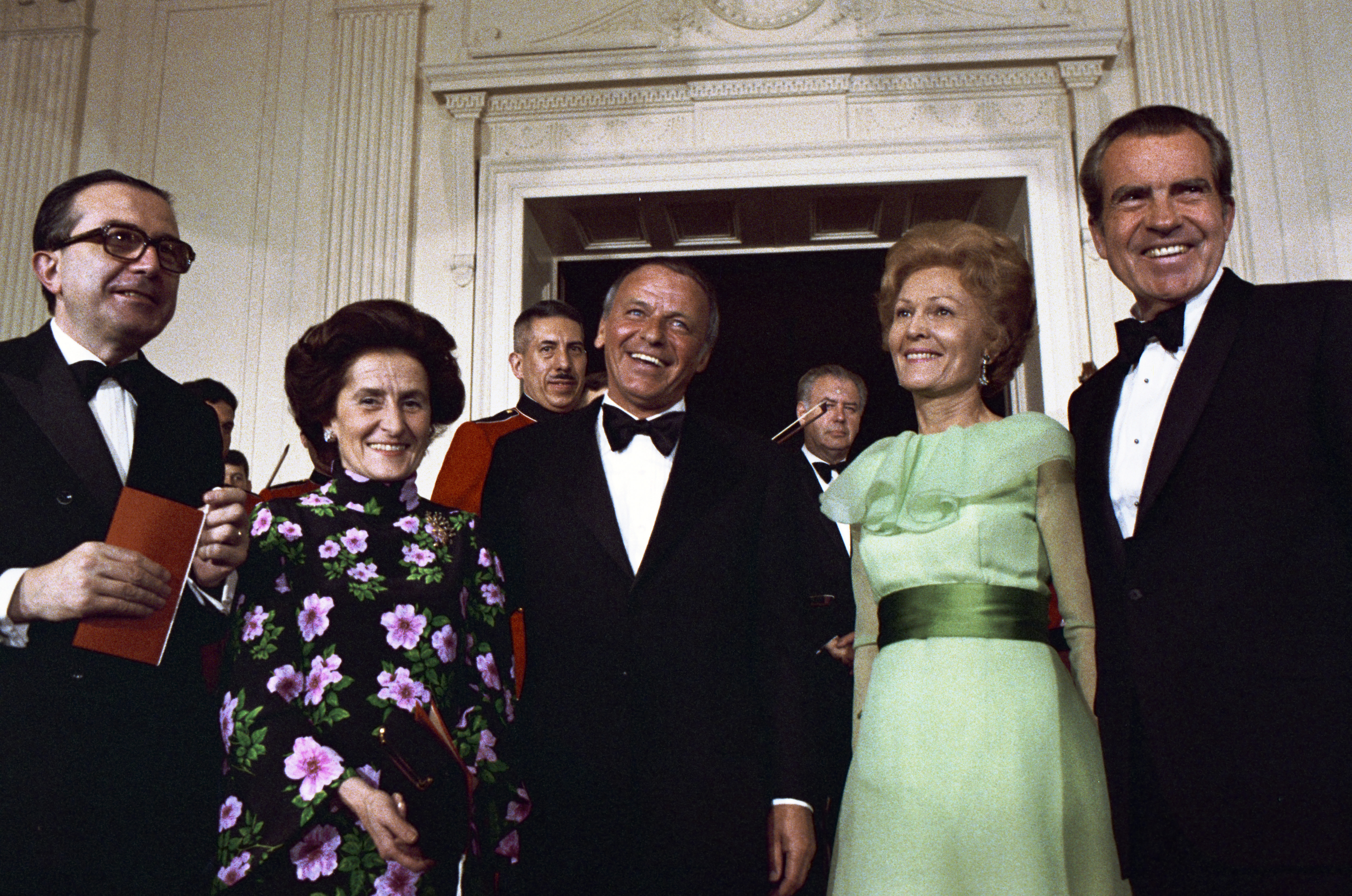
Giulio Andreotti (à gauche) avec Frank Sinatra et Richard Nixon à la Maison-Blanche en 1973.

Le 17 février 1972, à l'âge de 53 ans, il est nommé président du Conseil des ministres et forme son premier gouvernement, celui-ci n'étant constitué que de membres de la Démocratie chrétienne. En font partie quatre anciens chefs du gouvernement : Aldo Moro, ministre des Affaires étrangères, Mariano Rumor, ministre de l'Intérieur, Giuseppe Pella, ministre des Finances, et Emilio Colombo, auquel Andreotti succède, ministre du Trésor.
Il se présente, neuf jours plus tard, devant le Sénat de la République, dont il sollicite l'investiture. Or, celle-ci lui est refusée par 158 voix contre 151, ce qui l'amène à remettre la démission de son gouvernement au président de la République, Giovanni Leone. Pour la première fois depuis 1948, le chef de l'État décide alors de dissoudre le Parlement.
À l'issue des élections anticipées des 7 et 8 mai suivants, Andreotti est reconduit à la présidence du Conseil. Il s'associe cette fois avec le Parti social-démocrate italien (PSDI) et le Parti libéral italien (PLI), s'assurant ainsi du soutien de 315 députés sur 630 à la Chambre et 154 sièges sur 315 au Sénat, tout en disposant du soutien sans participation du Parti républicain italien (PRI), qui dispose de 15 députés et 5 sénateurs. Ce gouvernement centriste, qui voit le retour des libéraux après dix ans passés à l'opposition, devient aussitôt la cible de la presse progressiste. On lui reproche surtout d'avoir créé par décret des primes favorisant le départ volontaire à la retraite des anciens combattants ou résistants et des enfants des combattants ou des résistants tués dans les combats ou lors d'exécutions (les pensioni d'oro, les retraites dorées), qui a eu l'effet de vider du coup les caisses de la sécurité sociale ainsi que les rangs la fonction publique, notamment de l'administration des finances.
Le 13 février 1973 le gouvernement Andreotti II décrète la sortie de l'Italie du Serpent monétaire européen. Jusqu'à la création du Système monétaire européen le 13 mars 1979, la lire italienne demeurera dans une situation de changes fluctuants.
Sa volonté de réforme télévisuelle étant rejetée par le PRI, opposé également à l'introduction de la télévision en couleur en Italie, Andreotti est contraint de remettre sa démission le 12 juin 1973. Le 7 juillet, il est remplacé par Mariano Rumor, qui forme un gouvernement de centre-gauche.

### Retour à la Défense
Lorsque Rumor forme son cinquième gouvernement, le 14 mars 1974, Andreotti fait son retour dans l'exécutif, de nouveau au poste de ministre de la Défense.
Il déclare lors d’une interview que l’État a procuré une couverture à l’activiste d’extrême-droite Guido Giannettini, lors de l'enquête sur l’attentat de la Piazza Fontana commis en 1969. Andreotti a été plus tard acquitté pour cette aide fournie à Giannettini.

### Ministre du Budget
Du 23 novembre 1974 au 12 février 1976, Andreotti assume la charge de ministre du Budget et de la Programmation économique, avec l'intérim du ministère sans portefeuille chargé des Interventions extraordinaires pour le relance du Midi (à savoir de la gestion de la Cassa del Mezzogiorno, un fonds destiné à subventionner les entreprises du Sud en difficulté). Mais il s'agit là d'un rôle presque honorifique, la coordination de la politique économique italienne étant suivie de près par le vice-président du Conseil, Ugo La Malfa, et par le conseilleur économique du chef du gouvernement Aldo Moro, Beniamino Andreatta. Il est confirmé au Budget avec l'intérim des Interventions extraordinaires pour le relance du Midi dans l'éphémère Ve gouvernement Moro, composé par des ministres issus de la DC avec la participation de deux personnalités issues de la société civile (12 février-29 juillet 1976). Pendant cette période, l’Italie a ouvert et développé des relations diplomatiques avec des pays arabes du bassin méditerranéen, une politique qui avait été auparavant menée à un niveau non gouvernemental, notamment par Enrico Mattei à la tête de la compagnie pétrolière jusqu’à sa mort dans un accident d’avion en 1962. Andreotti a également soutenu le développement du commerce entre l’Italie et l’Union soviétique.

### La «non défiance»

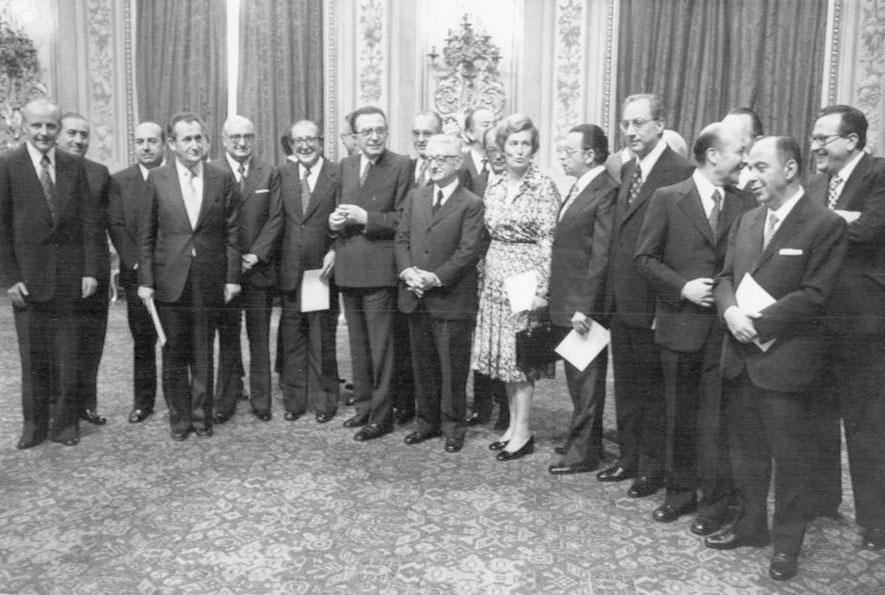
Photographie du gouvernement Andreotti III au Quirinal après sa prestation de serment, en 1976.

En janvier 1976, le Parti socialiste italien (PSI) retire son soutien à la coalition gouvernementale de centre-gauche DC-PRI dirigée par le président du conseil des ministres Aldo Moro. Celui-ci forme un gouvernement de transition dont la charge n'est que d'arriver au printemps pour convoquer des élections anticipées, qui voient la nette progression du Parti communiste italien (PCI), la DC conservant sa majorité relative. L’Italie souffrait alors d’une crise économique et le terrorisme intérieur (attentats et assassinats commis par des groupes d’extrême-gauche et d’extrême-droite) maintenait une tension pesante.
Dès 1973, avant même le succès de son parti, le secrétaire national du PCI, Enrico Berlinguer, promoteur de ce que l’on appela l’eurocommunisme, avait proposé aux dirigeants de la DC de construire avec eux un « compromis historique » basé sur un pacte politique, impliquant la formation d’une coalition entre la DC et le PCI, ce qui constitue presque un retour à la coalition des six partis antifascistes qui avait gouverné l'Italie de juin 1944 à mai 1947. Étant donné l'impossibilité de reconstituer une majorité de centre-gauche dans le parlement élu le 20 juin 1976, le secrétaire de la DC Benigno Zaccagnini, un proche d'Aldo Moro, cède, et Andreotti est appelé à former le premier gouvernement expérimentant cette formule, le gouvernement Andreotti III.
Celui-ci, formé en juillet 1976 ne comportait que des membres de DC et une personnalité issue de la société civile (l'ancien directeur général de la Banque d'Italie Rinaldo Ossola, chargé du Commerce extérieur), mais bénéficiait du soutien indirect des autres partis, à l’exception du parti post-fasciste Mouvement social italien (MSI). Ce soutien était fondé sur la non-sfiducia (non-défiance), signifiant que, tout en s'abstenant lors du vote de confiance, ces partis ne voteraient jamais de motions de censure.

### Enlèvement de Moro
Ce gouvernement finit par tomber en janvier 1978. En mars 1978, la crise est surmontée grâce à l’intervention d’Aldo Moro, élu le 9 octobre 1976 président de son parti, qui propose la création d’un nouveau gouvernement, à nouveau formé seulement de membres de DC avec la participation de l'économiste Ossola, mais cette fois avec un vote de confiance des autres partis y compris le PCI (un vote pour et non plus seulement une absence de vote contre). Ce gouvernement, également présidé par Andreotti, est présenté à la Chambre des députés le 16 mars 1978. Le même jour, Aldo Moro est enlevé par un commando des Brigades rouges, groupe terroriste d’extrême gauche. Cette situation dramatique a incité le PCI à voter l’investiture du gouvernement Andreotti au nom de la « solidarité nationale », malgré le refus de ce dernier d’accepter certaines conditions préalables.
Le rôle d’Andreotti durant l’enlèvement de Moro est très controversé. Il a refusé de négocier avec le groupe terroriste et a été fortement critiqué pour cela par la famille de Moro et une partie de l’opinion publique. Aldo Moro, durant sa détention, a écrit une déclaration exprimant un jugement féroce sur Andreotti. Selon le procureur lors du procès de 1999, le mafieux Bontate, par l'intermédiaire de Salvo Lima et des cousins Salvo, tente de libérer Moro en demandant à Buscetta de contacter les Brigades rouges jusqu'au contre-ordre qui s'explique par les écrits du prisonnier très hostiles à Andreotti, écrits partiellement découverts 12 ans après l'enlèvement de Moro dans la planque à Milan. Moro a été tué par les Brigades rouges en mai 1978. Après sa mort, Andreotti est resté président du Conseil des ministres, au nom de la solidarité nationale et avec le soutien du PCI.

### Chute du gouvernement Andreotti V
Les lois adoptées durant son mandat incluent une réforme du système de santé publique italien. Cependant, quand le PCI a demandé à participer plus directement au gouvernement, Andreotti a refusé et, perdant son soutien, le gouvernement a démissionné en mars 1979. Andreotti formera ensuite un éphémère gouvernement tripartite (DC, Parti Social-démocrate et Parti Républicain) qui, n'ayant pas obtenu la confiance du parlement, a la charge de gérer les affaires courantes jusqu'à la formation du gouvernement nommé après les élections anticipées. À l'issue de la législature de trois ans, il est le seul à avoir occupé la direction du gouvernement, pour la première fois depuis Alcide De Gasperi. Seuls Silvio Berlusconi, entre 2001 et 2006, puis Romano Prodi, de 2006 à 2008, rééditeront ce fait.
À cause de l’hostilité de la gauche de son parti et de ses relations exécrables avec Bettino Craxi, secrétaire national du PSI, partenaire incontournable de la nouvelle coalition, Andreotti n’a plus occupé de fonction gouvernementale jusqu’en 1983. En revanche, de 1979 à 1983 il est le président de la commission Affaires étrangères de la Chambre des députés, poste qu'il avait déjà occupé pour quelques mois en 1973.

### Ministre des Affaires étrangères
En août 1983, Andreotti est nommé ministre des Affaires étrangères dans le premier gouvernement de Bettino Craxi. Il reste à cette fonction jusqu’en juillet 1989, et semble être considéré comme l'un des meilleurs chefs de la diplomatie italienne puisqu’il a, entre autres, encouragé les relations diplomatiques entre les États-Unis et l’URSS, et amélioré les relations de l’Italie avec les pays arabes. À cet égard, il a suivi une ligne similaire à celle de Craxi, avec qui il avait par ailleurs des relations personnelles assez tumultueuses. Andreotti a ainsi soutenu la position de Craxi en faveur de la négociation, lors de la prise d’otage du bateau de croisière Achille Lauro par des activistes palestiniens en 1985.
Le 14 avril 1986, Andreotti a révélé au ministre des Affaires étrangères de la Libye, Abdel Rahman Shalgham, que les États-Unis s'apprêtaient à bombarder Tripoli le jour suivant en représailles de l’attentat à la bombe contre une discothèque à Berlin, liée aux services secrets libyens. Grâce à cet avertissement, les autorités libyennes ont pu se préparer à ce bombardement. Néanmoins, le jour suivant, la Libye a lancé deux missiles Scud sur l’île italienne de Lampedusa, en guise de représailles contre un allié des États-Unis. Toutefois, les missiles ont survolé l’île sans l’atteindre.

### Dernières années à la présidence du Conseil

Giulio Andreotti et Bettino Craxi.

Alors que les relations de Craxi avec le secrétaire national de DC, Ciriaco De Mita, étaient encore pires qu’avec Andreotti, ce dernier a participé à la création de ce qui fut appelé le « triangle CAF » (d’après les initiales de Craxi, Andreotti et d’Arnaldo Forlani, le président de la DC qui en deviendra le secrétaire en 1989), pour s’opposer à De Mita, président du Conseil à partir d’avril 1988. En juillet 1989, à la suite de la chute du gouvernement de De Mita, Andreotti - qui avait déjà été pressenti après les élections anticipées de 1987 - est appelé à lui succéder. Ainsi que la plupart des gouvernements qui l'ont précédé à partir de 1980, ce sera un gouvernement avec la participation de la DC, du PSI, des social-démocrates, du PRI et des libéraux (le "pentapartito").
Ce dernier passage à la présidence du Conseil se révèle turbulent.
En juillet 1990, il est obligé de remplacer les cinq ministres de l’aile gauche de DC qui avaient démissionné, à la suite de l’adoption d’une loi renforçant le monopole de l'homme d'affaires Silvio Berlusconi sur les chaînes de télévision privées. La tension avec Craxi émerge de nouveau après la publication de lettres écrites par Aldo Moro, critiques envers Andreotti. Ce dernier y voit une manœuvre de Craxi.
Le scandale Gladio (la révélation d’un réseau militaire clandestin anticommuniste), les déclarations politiques virulentes du président de la République, Francesco Cossiga, à propos du système politique italien et les premières révélations de l’immense scandale de corruption Tangentopoli (à l’origine de l’opération Mains propres) ont marqué les dernières années de cet ultime mandat.
Le 24 octobre 1990, Andreotti révéla, devant la Chambre des députés, l'existence du réseau Gladio, mis en place clandestinement par les services secrets destinés à lutter contre les communistes s'ils en étaient venus à prendre le pouvoir.
Le 12 avril 1991, Andreotti présente son septième et ultime gouvernement au président de la République, Francesco Cossiga. Mais le jour même, les trois ministres issus du PRI démissionnent avec fracas : frustré de ce qu'on lui refuse du ministère des Postes et de la Communication, le secrétaire de ce parti vire de cap et opte pour un soutien sans participation. Andreotti lui-même assumera deux des trois portefeuilles restés vacants : les Participations de l’État et les Biens culturels.
En avril 1992, à la fin de la législature, Andreotti présente la démission de son gouvernement. L’année précédente, le président de la République Cossiga l’avait nommé sénateur à vie.

### Difficile fin de carrière

#### Candidature ratée à la présidence de la République
Giulio Andreotti, président du Conseil sortant, était l’un des candidats les mieux placés pour succéder au président Cossiga, en 1992. Avec le soutien des membres de son courant, le chef du gouvernement, qui avait pour ambition de prendre ses quartiers au palais du Quirinal, souhaitait lancer sa candidature seulement après avoir paralysé ou étouffé celle des autres candidats, dont celle du secrétaire de son parti Arnaldo Forlani.
Cependant, cette stratégie fut contrariée par le spectaculaire assassinat à l’explosif du juge antimafia Giovanni Falcone près de Palerme, qui suivait l’assassinat, deux mois plus tôt, de Salvo Lima, bras-droit d'Andreotti en Sicile. Le choc national et le rejet qui en a résulté des principaux dirigeants politiques a conduit à l’élection, par les parlementaires, d’Oscar Luigi Scalfaro à la présidence de la République, une figure politique nationale de moindre importance, soutenu notamment par la gauche. Andreotti n'a recueilli que deux voix. Ses manœuvres pour se faire élire président seront la cause de l'éclatement de son courant politique : le très influent Vittorio Sbardella abandonnera le navire, et avec lui plusieurs seconds couteaux du parti.

#### Isolement politique
De surcroît, lors de la formation du gouvernement Amato en juin 1992, la DC aura recours à un escamotage pour en écarter Andreotti. Fait unique dans son histoire, ce parti exigera que les ministres issus de ses rangs démissionnent de leur mandat parlementaire : puisque Giulio Andreotti, sénateur à vie depuis 1991, ne peut pas quitter la haute assemblée, il devra donc renoncer à redevenir ministre.

#### Mises en cause judiciaires
Andreotti n’a pas été inquiété par les premières évolutions de l’enquête sur Tangentopoli, qui avait commencé à toucher le PSI milanais et Bettino Craxi. Mais en avril 1993, après avoir été cité dans les témoignages de plusieurs pentiti (repentis mafieux collaborant avec la justice), une enquête a été ouverte sur les liens supposés d’Andreotti avec la Mafia. Le 13 mai, les sénateurs lèvent l'immunité parlementaire de l'ancien président du Conseil, ce qui l'obligera à passer en jugement devant le tribunal de Palerme.
Ces soupçons envers l’un des élus les plus influents de la politique italienne, premier homme politique italien de cette envergure à devoir répondre devant la justice, provoquent un large scandale national et participent à la chute de la « Première République ». En 1994, accablée par le scandale et la succession d’arrestations d’hommes politiques corrompus, la Démocratie chrétienne disparaît de la scène politique italienne. Andreotti rejoint alors le Parti populaire italien, créé par Mino Martinazzoli, qui se fondra dans un nouveau parti du centre, La Margherita, en 2001.
Finalement, Andreotti sera acquitté des accusations en 2004 par la Cour de cassation.

#### Figure du Sénat
En 2006, Giulio Andreotti, candidat des partis de centre-droit à la présidence du Sénat, obtient 156 voix, contre 165 pour Franco Marini, qui fut le ministre du Travail de son ultime gouvernement. Le 21 janvier 2008, il s’abstient lors d’un vote de confiance au Sénat perdu par le gouvernement Prodi, qui sera à l’origine d’élections générales anticipées et du retour au pouvoir de Silvio Berlusconi. En effet, selon le règlement du Sénat italien, l’abstention est équivalente au vote contre ; or, le centre-gauche ne disposait à l'époque que d'une très courte majorité et les votes des sénateurs à vie étaient déterminants.

### Courant andréottien
Le courant d'Andreotti dans le parti Démocratie chrétienne fondait son assise politique sur Rome et sur le Latium, notamment sa partie orientale. Ses partisans locaux comptaient dans leurs rangs les hommes politiques Franco Evangelisti (son principal bras droit), Vittorio Sbardella (surnommé « Lo Squalo », le requin), et l’homme d’affaires Giuseppe Ciarrapico. Tous étaient impliqués dans des scandales de corruption. Quatre anciens maires de Rome, Amerigo Petrucci, Rinaldo Santini, Nicola Signorello et Pietro Giubilo, ont appartenu au courant de Giulio Andreotti. Le redoutable commentateur politique et ancien ministre Paolo Cirino Pomicino, et le magistrat puis sénateur et ministre Claudio Vitalone (qui a fait l'objet d'une enquête puis fut mis hors cause sur son rôle durant l’enlèvement d’Aldo Moro et dans l’assassinat de Mino Pecorelli) ont été des « andreottiens » irréductibles. Parmi ses amis figurait aussi le cardinal Fiorenzo Angelini, responsable des questions de santé au Vatican, impliqué dans le scandale Tangentopoli.

## Controverses
Andreotti est plusieurs fois cité dans des affaires politico-judiciaires et mentionne lui-même vingt-six affaires judiciaires dans lesquelles il a été impliqué entre 1969 et 1983, et toutes conclues par un non-lieu. On lui reproche également de s'entourer de personnalités économiques et politiques douteuses sans que sa stature publique ne soit affaiblie.
Giulio Andreotti a été reconnu coupable de liens avec la mafia jusqu'au printemps 1980, mais pas après, avec sentence définitive en cassation de 2004 ; cependant, il ne reçut pas de peine car les faits étaient désormais prescrits. Il est cité dans de nombreuses affaires dans lesquelles il était considéré comme l'un des acteurs.

### Liens présumés avec la mafia et acquittement
Andreotti a été la cible d’une enquête sur son rôle de commanditaire supposé de l’assassinat, en mars 1979, de Mino Pecorelli, un journaliste qui avait publié des allégations selon lesquelles Andreotti était lié à la Mafia et à l’enlèvement d’Aldo Moro. Un tribunal l’a acquitté le 24 septembre 1999 après un procès débuté en juin 1996, mais le jugement a été infirmé par la cour d’appel de Pérouse en novembre 2002 qui l'a condamné à 24 ans d’emprisonnement. Andreotti est resté en liberté du fait de son immunité parlementaire[réf. nécessaire]. Un jugement de la Cour de cassation a finalement annulé les accusations et l’a acquitté le 30 octobre 2003 sans renvoi la sentence d’appel.
Un jugement de première instance, le 23 octobre 1999, l’avait pleinement acquitté, après presque quatre ans de procès, alors que le procureur de Palerme requérait 15 ans de prison pour liens avec la mafia. Mais le 2 mai 2003, la cour d'appel de Palerme le reconnaît coupable de liens avec la mafia jusqu'au printemps 1980, mais pas pour la période suivante, faits toutefois prescrits en 2003. La cassation confirme le jugement d'appel, le 15 octobre 2004.
Andreotti s’est défendu en rappelant les mesures antimafia prise par son septième gouvernement (1991-1992), grâce au travail du juge antimafia Giovanni Falcone. « Quand il dit qu’il a pris des mesures extrêmement sévères contre la Mafia, il ne ment pas », a écrit Eugenio Scalfari, rédacteur en chef du journal La Repubblica. « Je pense qu’à un certain moment, à la fin des années 1980, il a réalisé que la Mafia ne pourrait pas être contrôlée. Il s’est réveillé de cet égarement persistant... et la Mafia, qui a réalisé qu’elle ne pouvait plus compter sur sa protection ou sa tolérance, a assassiné son homme en Sicile », à savoir Salvo Lima, tué en mars 1992. L’assassinat de Lima est un tournant dans les relations entre la Mafia et ses associés politiques : la Mafia s’est sentie trahie par Lima et Andreotti, qui avaient, selon ses chefs, échoué à bloquer la confirmation par la Cour de cassation, en janvier 1992, des condamnations du Maxi-Procès de Palerme de 1986, procès qui avait envoyé un grand nombre de mafiosi en prison. 
Alors que la mise en accusation d'Andreotti avait été vécue comme symptomatique de la crise de régime de la Première République, son acquittement s'inscrit dans la contestation du pouvoir des juges à interférer dans la sphère politique comme une réhabilitation d’un élu abusivement accusé. L’État parallèle que la procédure devait révéler se trouve nié et la légitimité de divulguer les arrangements politiques officieux contestée.

### Assassinat de Carlo Alberto Dalla Chiesa
En 1982, Andreotti a demandé au général des carabinieri Carlo Alberto Dalla Chiesa d’accepter la charge de préfet de Palerme. Dans une note datée du 2 avril 1982, adressée au président du Conseil, Giovanni Spadolini, Dalla Chiesa écrivait que les membres siciliens de Démocratie chrétienne étaient largement infiltrés par la Mafia.
Selon la sœur de Mino Pecorelli, Dalla Chiesa a rencontré le journaliste (ils étaient tous deux membres de la loge maçonnique P2) quelques jours avant que ce dernier soit assassiné en 1979. Pecorelli a donné au général Dalla Chiesa plusieurs documents contenant de sérieuses accusations contre Andreotti. Juste avant de mourir, en 1993, Franco Evangelisti, le bras droit d’Andreotti, a mentionné à un journaliste une réunion secrète entre Andreotti et Dalla Chiesa, durant laquelle ce dernier aurait montré à Andreotti la déclaration complète d’Aldo Moro, rédigée durant sa détention (et publiée seulement en 1990), contenant des révélations dangereuses pour Andreotti.
Dalla Chiesa a été victime d’une embuscade dans sa voiture et abattu par des rafales de mitraillette avec sa femme en septembre 1982. L’enquête menée par les juges a permis de déterminer que la Mafia avait planifié cet assassinat depuis 1979, trois ans avant qu’il soit nommé préfet à Palerme.

### Relations avec Michele Sindona
Selon les tribunaux de Pérouse et de Palerme, Andreotti avait des relations de longue date avec des gens qui, de différentes façons, avaient des intérêts communs avec le banquier de la Banca Privata Italiana et membre de la loge maçonnique P2, Michele Sindona.
De telles relations sont devenues plus étroites en 1976 lorsque la banque de Sindona a fait faillite. Licio Gelli, chef de la loge P2, a proposé un plan pour sauver la Banca Privata Italiana, à Andreotti, alors ministre de la Défense. Andreotti, cependant, n’a pas pu faire approuver ce plan par le ministre du Budget Ugo La Malfa. Plus tard, Andreotti a nié toute implication personnelle, déclarant que la tentative de sauver la banque était une démarche institutionnelle.
Lors de la présentation des résultats de l'enquête parlementaire sur l'affaire Sindona, en octobre 1984, il est accusé d'avoir soutenu le banquier mais échappe à la motion du Parti radical demandant sa démission grâce à l'abstention des communistes et malgré le vote favorable d'une cinquantaine de députés de la majorité.
Après avoir fui aux États-Unis, Sindona a été arrêté en 1984, extradé vers l’Italie et condamné à l’emprisonnement à perpétuité pour l’assassinat de Giorgio Ambrosoli, le liquidateur de la banque. Il a été tué pour avoir bu une tasse de café empoisonné dans la prison de Voghera. Le journaliste et universitaire Sergio Turone a suggéré qu'Andreotti avait joué un rôle dans cette affaire en procurant le sucre empoisonné qui a causé la mort de Sindona, après avoir convaincu le banquier que cela lui permettrait seulement de simuler une maladie afin d’être relâché pour raisons médicales. Selon Turone, Andreotti craignait que Sindona révèle des détails dangereux sur son passé, après que sa condamnation a démontré qu'Andreotti avait cessé de le soutenir.

## Écrits
Auteur prolifique, publiant presque un ouvrage par an à compter de 1980, Giulio Andreotti laisse surtout des livres de souvenirs, dont deux ouvrages consacrés à son ami, Alcide De Gasperi. Lauréat de plusieurs prix littéraires, son style, quelque peu bureaucratique, reçut un accueil très mitigé de la part des écrivains et des journalistes. Longtemps collaborateur de journaux et revues, il fut le directeur politique d'un bimensuel, Concretezza, dont la publication prit fin en 1976. Féru de littérature latine, longtemps président d'un centre d'études cicéroniens, Giulio Andreotti maîtrisait parfaitement la langue française.

## Honneurs et distinctions
- Chevalier grand-croix de l'ordre du Mérite de la République italienne
- Grand-croix de l'ordre d'Isabelle la Catholique en 1985
- Docteur honoris causa de l'Université Jagellonne de Cracovie en 1992[15].

## Dans la culture populaire
- En Italie, ses détracteurs l’ont surnommé « Belzebù » (« Belzébuth ») ou « Le Prince des Ténèbres », à cause de l’allégation de ses liens avec la Mafia. D’autres surnoms désobligeants lui ont été accolés, tels que « Le pape noir », « Le bossu » ou « Le renard inoxydable ».
- Le personnage de fiction Don Licio Lucchesi, dans le film Le Parrain, 3e partie (1990), de Francis Ford Coppola, un homme politique italien de haut rang ayant des liens étroits avec la Mafia, a pour modèle Andreotti. C’est particulièrement explicite lorsque, juste avant d’être tué, l’assassin de Lucchesi chuchote à son oreille : « Le pouvoir n’use que ceux qui n’en ont pas », une citation d'Andreotti.
- Une plaisanterie populaire sur Andreotti (vue pour la première fois dans un dessin satirique) le décrit recevant un appel téléphonique d’un ami membre du parti DC, qui le pousse à assister aux funérailles du juge Falcone. Son ami lui dit : « L’État doit répliquer à la Mafia, et tu es celui qui est à sa tête ! », ce à quoi Andreotti répond : « À la tête de quoi tu fais allusion ? »
- Le magazine satirique italien Cuore a donné à Andreotti le surnom de « Giulio Lavazza », Lavazza étant une célèbre marque de café italien. C’est une référence à l’implication présumée d'Andreotti dans l’assassinat du banquier Sindona, empoisonné en buvant un café.
- Andreotti est le sujet principal du film Il divo, de Paolo Sorrentino, qui a remporté le prix du jury au festival de Cannes en 2008. Lorsqu'Andreotti a vu ce film, il ne l’a pas apprécié et est sorti durant la projection. Il a déclaré peu après être persuadé qu’au bout du compte il sera jugé « sur la base de ses archives ».
- Il apparaît dans le film de Marco Bellocchio Il traditore (2019).
- Le 2 novembre 2008, Andreotti, alors âgé de 89 ans, a participé à l’émission de divertissement Questa Domenica, sur la chaîne de télévision italienne Canale 5. Durant cette émission, il a semblé souffrir d’un problème de santé, et il a été évoqué la possibilité qu’il ait en fait eu une attaque en direct. Tandis qu’une question lui était posée à deux reprises, Andreotti n’a rien répondu, restant immobile et silencieux, les yeux ouverts. Le réalisateur a alors interrompu l’émission par un spot publicitaire. Au retour à l’antenne, Andreotti est apparu à nouveau dans son état normal. L’incident était officiellement dû à des difficultés techniques.

## Résumé des fonctions ministérielles
Il a exercé les fonctions de président du Conseil des ministres italien à sept reprises :
- du 17 février 1972 au 26 juin 1972, succédant à Emilio Colombo,
- du 26 juin 1972 au 12 juin 1973, se succédant à lui-même (après une crise gouvernementale de 4 mois), et étant à son tour remplacé par Mariano Rumor (4e gouvernement),
- du 29 juillet 1976 au 16 janvier 1978, succédant à Aldo Moro (après une crise gouvernementale de 3 mois),
- du 11 mars 1978 au 31 janvier 1979, se succédant à lui-même (après une crise gouvernementale d'un mois et demi),
- du 20 mars 1979 au 31 mars 1979, se succédant à lui-même (après une crise gouvernementale de 7 semaines), et étant à son tour remplacé par Francesco Cossiga (1er gouvernement) au terme d'une nouvelle crise ayant duré 4 mois,
- du 22 juillet 1989 au 29 mars 1991, succédant à Ciriaco De Mita (après une crise gouvernementale de 7 semaines),
- du 12 avril 1991 au 24 avril 1992, se succédant à lui-même, après une crise gouvernementale « courte », et étant à son tour remplacé par Giuliano Amato.

Giulio Andreotti, surnommé « l'Inoxydable », a par ailleurs exercé diverses autres grandes responsabilités ministérielles à vingt-et-une reprises, parmi lesquelles on peut citer : 
- Ministre de l'Intérieur en janvier-février 1954
- Ministre des Finances de juillet 1955 à juillet 1958
- Ministre du Trésor de juillet 1958 à février 1959
- Ministre de la Défense de février 1959 à février 1966
- Ministre de l'Industrie et du Commerce de février 1966 à décembre 1968
- Ministre de la Défense de mars à novembre 1974
- Ministre du Budget, de la Programmation économique et de la Caisse pour le Mezzogiorno de novembre 1974 à juillet 1976
- Ministre des Affaires étrangères d'août 1983 à juillet 1989.